# Agelas oroides
Agelas oroides es una esponja de la clase Demospongiae, muy extendida en el mar Mediterráneo y en el océano Atlántico oriental.

## Descripción
Es una esponja incrustante de color amarillo a marrón anaranjado, con morfología leucona, que forma colonias irregularmente lobuladas y achaparradas, con ósculos terminales de 0,5-1 cm de diámetro.

## Distribución yhábitat
Es una especie bastante común en el mar Mediterráneo y en la parte oriental del Atlántico, desde Irlanda hasta Marruecos.
Es una especie ciáfila que prefiere las cuevas y los fondos rocosos, desde unos pocos metros hasta los 50 m de profundidad.